# Shannon Briggs
Shannon Briggs (* 4. Dezember 1971 in Brooklyn, New York, USA) ist ein US-amerikanischer Schwergewichtsboxer und ehemaliger Weltmeister der WBO.

## Amateur
Briggs begann erst im Alter von 19 Jahren mit dem Boxen (trotz einer schweren Asthmaerkrankung). In seiner Amateurlaufbahn gelangen ihm dennoch beachtliche 35 Siege (18 K. o.) bei nur 3 Niederlagen. 1991 verlor er im Finale der Panamerikanischen Spiele vorzeitig gegen Félix Savón. 1992 wurde er US-amerikanischer Schwergewichtsmeister, konnte sich jedoch in den Vorausscheidungen nicht für die Olympischen Spiele in Barcelona qualifizieren.

## Profikarriere
Shannon Briggs wurde 1992 Profi und wurde wegen seines offensiven Kampfstils, seiner großen Eloquenz und nicht zuletzt wegen seines markanten Äußeren in den USA stark beachtet. Nach 25 Siegen gegen Aufbaugegner ging er jedoch im März 1996 gegen den ungeschlagenen Darrol Wilson, der aber nie Weltklasse erreichen sollte, K. o.
Nach weiteren vier Siegen durfte er am 22. November 1997 gegen den 48-jährigen George Foreman um die sogenannte lineare Weltmeisterschaft boxen. Er gewann umstritten nach Punkten, zeigte aber wie häufig in seinen Kämpfen Konditionsmängel. Er selbst erklärt seine Konditionsschwäche mit einem Asthmaleiden.
Dennoch galt er nach dem Sieg als in der Weltspitze etabliert, so dass es am 28. März 1998 zu einem Weltmeisterschaftskampf gegen WBC-Titelträger Lennox Lewis kam. Er zeigte einen sehr engagierten Kampf und gewann auch die ersten beiden Runden, bevor er nach insgesamt drei Niederschlägen in der fünften Runde dennoch durch Technischen K. o. verlor.
Im März 1999 boxte er gegen Francois Botha unentschieden, im April 2000 verlor er allerdings überraschend, wieder mit schwacher Kondition, gegen den als Aufbaugegner geplanten Sedreck Fields nach Punkten. Fields hatte zu diesem Zeitpunkt bereits neun Niederlagen in 18 Kämpfen. Nach vier weiteren Siegen verlor Briggs 2002 zudem klar nach Punkten gegen Jameel McCline.
Anschließend gelangen ihm elf vorzeitige Siege in Folge, unter anderem 2005 gegen den 44-jährigen Ray Mercer. Nach jahrelangem Krafttraining wog er inzwischen mehr als 120 kg. Sein tatsächliches boxerisches Leistungsvermögen blieb wegen der zweifelhaften Qualität seiner Gegner allerdings sehr umstritten.
Er stand zu dieser Zeit hauptsächlich bei Cedric Kushner unter Vertrag, unterschrieb aber Optionen für seine Kämpfe bei Don King, um einen WBO-Titelkampf zu bekommen, der ihm andernfalls wohl verwehrt geblieben wäre: er lag in der IWBR-Computerrangliste vor dem Kampf gegen den WBO-Titelträger Sjarhej Ljachowitsch nur auf Position 29. Am 4. November 2006 gewann Briggs überraschend gegen Ljachowitsch durch einen K. o. in der zwölften Runde den WBO-Titel. Nach Punkten lag er zurück (zweimal mit 4:7, einmal mit 5:6 Runden), bevor er seinen Gegner zunächst zu Boden schickte und ihn schließlich in der letzten Sekunde des Kampfes aus dem Boxring und K. o. schlug.
Am 2. Juni 2007 stieg Briggs zu seiner ersten Titelverteidigung gegen den Russen Sultan Ibragimow in den Ring und verlor einstimmig nach Punkten. Nach dem Kampf gab er zunächst seinen Rücktritt vom aktiven Boxsport bekannt. 2,5 Jahre später kehrte er allerdings in den Ring zurück und besiegte Marcus McGee durch K. o. in der ersten Runde. Das Resultat wurde allerdings wenig später annulliert, da er bei der Dopingkontrolle positiv getestet und daraufhin für neunzig Tage gesperrt wurde.
2010 gelangen Briggs drei weitere Siege durch Erstrunden-K. o. Er erhielt daraufhin die Chance, erneut um einen Weltmeistertitel boxen zu können, und trat am 16. Oktober 2010 in der O2 World in Hamburg gegen WBC-Weltmeister Vitali Klitschko an. Dieses Duell verlor er klar nach Punkten: die Punktrichter werteten alle Runden zugunsten Klitschkos. Nach dem Kampf wurde er wegen des zunächst bestehenden Verdachts auf eine Hirnblutung in die Intensivstation des Universitätsklinikums Hamburg-Eppendorf gebracht; dort wurden eine Gehirnerschütterung, zwei Frakturen im Gesicht, ein Muskelriss im Bizeps sowie ein geplatztes Trommelfell als Resultat der vielen schweren Wirkungstreffer Klitschkos festgestellt. Sowohl der britische Ringrichter Ian-John Lewis als auch Briggs Ecke wurden dafür kritisiert, den Kampf trotz der deutlichen Unterlegenheit Briggs’ nicht vorzeitig beendet zu haben. Briggs hat nach eigenen Angaben einen Abbruch abgelehnt.
2014 und 2015 präsentierte er sich öffentlichkeitswirksam bei privaten Unternehmungen und öffentlichen Veranstaltungen Wladimir Klitschkos und versuchte diesen so zu einem Kampf zu bewegen.
Am 21. Mai 2016 trat Briggs in London gegen den Argentinier Emilio Ezequiel Zarate an. Er gewann den Kampf durch K. o. in Runde 1.
Im Mai 2017 wurde Briggs bei einer Doping-Kontrolle des Dopings mit Testosteron überführt.

## Liste der Profikämpfe
| Jahr | Datum         |                        | Gegner                 | Ergebnis      | Typ                            | Runden | Ort                             |
| ---- | ------------- | ---------------------- | ---------------------- | ------------- | ------------------------------ | ------ | ------------------------------- |
| 1992 | 24. Juli      | Vereinigte Staaten     | John Basil Jackson     | Sieg          | KO                             | 1      | Catskill, USA                   |
| 1992 | 6. August     | Vereinigte Staaten     | Cedric Sims            | Sieg          | KO                             | 1      | Virginia, USA                   |
| 1992 | 28. August    | Vereinigte Staaten     | Ed Carlson             | Sieg          | KO                             | 1      | Lexington (Kentucky), USA       |
| 1992 | 19. September | Vereinigte Staaten     | Greg Santos            | Sieg          | KO                             | 1      | Troy (New York), USA            |
| 1992 | 9. Oktober    | Vereinigte Staaten     | Juan Quintana          | Sieg          | TKO                            | 3      | Tiverton (Rhode Island), USA    |
| 1992 | 29. Oktober   | Vereinigte Staaten     | Donnie Penelton        | Sieg          | KO                             | 1      | Saint Paul (Minnesota), USA     |
| 1992 | 13. November  | Vereinigte Staaten     | Tony Simpson           | Sieg          | TKO                            | 1      | Revere, USA                     |
| 1992 | 21. November  | Vereinigte Staaten     | Rick Honeycutt         | Sieg          | TKO                            | 1      | Miami, USA                      |
| 1992 | 4. Dezember   | Vereinigte Staaten     | Rocky Bentley          | Sieg          | Punktsieg                      | 4      | Bushkill Falls, USA             |
| 1992 | 9. Dezember   | Vereinigte Staaten     | Robert Pagan Perez     | Sieg          | KO                             | 1      | Newark (New Jersey), USA        |
| 1993 | 25. März      | Vereinigte Staaten     | Ron Gullette           | Sieg          | TKO                            | 1      | Atlantic City (New Jersey), USA |
| 1993 | 22. Mai       | Vereinigte Staaten     | Bruce Johnson          | Sieg          | TKO                            | 1      | Washington, D.C., USA           |
| 1993 | 10. Juli      | Vereinigte Staaten     | Danny Blake            | Sieg          | Punktsieg                      | 6      | Bushkill Falls, USA             |
| 1993 | 10. November  | Vereinigte Staaten     | Tim Noble              | Sieg          | TKO                            | 3      | Atlantic City (New Jersey), USA |
| 1993 | 9. Dezember   | Vereinigte Staaten     | Danny Wofford          | Sieg          | Punktsieg                      | 6      | New York City, USA              |
| 1994 | 20. Februar   | Vereinigte Staaten     | Mike Faulkner          | Sieg          | KO                             | 6      | Biloxi (Mississippi), USA       |
| 1994 | 12. März      | Vereinigte Staaten     | Jimmy Ellis            | Sieg          | TKO                            | 1      | Las Vegas, USA                  |
| 1994 | 4. August     | Vereinigte Staaten     | Exum Speight           | Sieg          | TKO                            | 1      | Connecticut, USA                |
| 1994 | 26. August    | Vereinigte Staaten     | Mark Young             | Sieg          | TKO                            | 8      | West Orange, USA                |
| 1994 | 21. Oktober   | Vereinigte Staaten     | Mike Faulkner          | Sieg          | KO                             | 2      | Palm Springs (Kalifornien), USA |
| 1995 | 13. Januar    | Vereinigte Staaten     | Craig Payne            | Sieg          | Punktsieg (einstimmig)         | 8      | West Orange, USA                |
| 1995 | 24. März      | Vereinigte Staaten     | Marion Wilson          | Sieg          | Punktsieg                      | 8      | West Orange, USA                |
| 1995 | 25. August    | Vereinigte Staaten     | Will Hinton            | Sieg          | TKO                            | 1      | Atlantic City (New Jersey), USA |
| 1995 | 22. September | Vereinigte Staaten     | Sherman Griffin        | Sieg          | TKO                            | 1      | Lewiston (Maine), USA           |
| 1995 | 15. Dezember  | Vereinigte Staaten     | Calvin Jones           | Sieg          | TKO                            | 1      | New York City, USA              |
| 1996 | 15. März      | Vereinigte Staaten     | Darroll Wilson         | Niederlage    | TKO                            | 3      | Atlantic City (New Jersey), USA |
| 1996 | 25. September | Vereinigte Staaten     | Tim Ray                | Sieg          | KO                             | 1      | Newark (New Jersey), USA        |
| 1997 | 21. Februar   | Vereinigte Staaten     | Eric French            | Sieg          | TKO                            | 2      | Miami, USA                      |
| 1997 | 15. April     | Vereinigte Staaten     | Melton Bowen           | Sieg          | TKO                            | 1      | West Orange, USA                |
| 1997 | 24. Juni      | Spanien                | Jorge Valdez           | Sieg          | TKO                            | 10     | Louisiana, USA                  |
| 1997 | 22. November  | Vereinigte Staaten     | George Foreman         | Sieg          | Punktsieg (Mehrheitlich)       | 12     | Atlantic City (New Jersey), USA |
| 1998 | 28. März      | Vereinigtes Konigreich | Lennox Lewis           | Niederlage    | TKO                            | 5      | Atlantic City (New Jersey), USA |
| 1998 | 8. Dezember   | Vereinigte Staaten     | Marcus Rhode           | Sieg          | TKO                            | 10     | New York City, USA              |
| 1999 | 7. August     | Sudafrika              | Francois Botha         | Unentschieden | Mehrheitsentscheidung          | 10     | Atlantic City (New Jersey), USA |
| 2000 | 24. Februar   | Vereinigte Staaten     | Waren Williams         | Sieg          | TKO                            | 3      | New York City, USA              |
| 2000 | 27. April     | Vereinigte Staaten     | Sedreck Fields         | Niederlage    | Punktniederlage (Mehrheitlich) | 8      | New York City, USA              |
| 2000 | 2. November   | Vereinigte Staaten     | Eric Curry             | Sieg          | KO                             | 1      | Worley, USA                     |
| 2001 | 7. April      | Vereinigte Staaten     | Russell Chasteen       | Sieg          | KO                             | 1      | Worley, USA                     |
| 2001 | 19. Oktober   | Vereinigte Staaten     | Jason Waller           | Sieg          | TKO                            | 1      | Las Vegas, USA                  |
| 2001 | 1. Dezember   | Bahamas                | Reynaldo Minus         | Sieg          | KO                             | 1      | New York City, USA              |
| 2002 | 27. April     | Vereinigte Staaten     | Jameel McCline         | Niederlage    | Punktniederlage (einstimmig)   | 10     | New York City, USA              |
| 2003 | 27. März      | Vereinigte Staaten     | Marvin Hill            | Sieg          | TKO                            | 1      | Fort Lauderdale, USA            |
| 2003 | 19. Juli      | Vereinigte Staaten     | John Sargent           | Sieg          | TKO                            | 1      | Fort Lauderdale, USA            |
| 2003 | 28. August    | Vereinigte Staaten     | Wade Lewis             | Sieg          | TKO                            | 3      | North Charleston, USA           |
| 2004 | 6. März       | Vereinigte Staaten     | Jeff Pegues            | Sieg          | TKO                            | 1      | Verona, USA                     |
| 2005 | 3. März       | Vereinigte Staaten     | Demetrice King         | Sieg          | TKO                            | 2      | New York City, USA              |
| 2005 | 10. Juni      | Ghana                  | Abraham Okine          | Sieg          | TKO                            | 3      | Verona, USA                     |
| 2005 | 26. August    | Vereinigte Staaten     | Ray Mercer             | Sieg          | KO                             | 7      | Hollywood (Florida), USA        |
| 2005 | 26. November  | Vereinigte Staaten     | Brian Scott            | Sieg          | KO                             | 1      | Fort Smith (Arkansas), USA      |
| 2005 | 10. Dezember  | Brasilien              | Luciano Zolyone        | Sieg          | KO                             | 1      | San Juan, Puerto Rico           |
| 2006 | 18. März      | Vereinigte Staaten     | Dicky Ryan             | Sieg          | KO                             | 4      | Fort Smith (Arkansas), USA      |
| 2006 | 24. Mai       | Vereinigte Staaten     | Chris Koval            | Sieg          | Aufgabe                        | 3      | New York City, USA              |
| 2006 | 4. November   | Belarus                | Sjarhej Ljachowitsch   | Sieg          | TKO                            | 12     | Phoenix, USA                    |
| 2007 | 2. Juni       | Russland               | Sultan Ibragimow       | Niederlage    | Punktniederlage (einstimmig)   | 12     | Atlantic City (New Jersey), USA |
| 2009 | 12. Juni      | Vereinigte Staaten     | Marcus McGee           | Ungültig      | („No Contest“)                 | 1      | New York City, USA              |
| 2010 | 13. April     | Kuba                   | Rafael Pedro           | Sieg          | KO                             | 1      | Hollywood (Florida), USA        |
| 2010 | 21. Mai       | Vereinigte Staaten     | Dominique Alexander    | Sieg          | TKO                            | 1      | New York City, USA              |
| 2010 | 28. Mai       | Vereinigte Staaten     | Rob Calloway           | Sieg          | TKO                            | 1      | Norfolk (Virginia), USA         |
| 2010 | 16. Oktober   | Ukraine                | Vitali Klitschko       | Niederlage    | Punktniederlage (einstimmig)   | 12     | Hamburg, Deutschland            |
| 2014 | 11. April     | Vereinigte Staaten     | Maurenzo Smith         | Sieg          | KO                             | 1      | Tampa, USA                      |
| 2014 | 19. April     | Mexiko                 | Francisco Mireles      | Sieg          | KO                             | 1      | Carlton (Minnesota), USA        |
| 2014 | 17. Mai       | Vereinigte Staaten     | Matthew Greer          | Sieg          | TKO                            | 1      | Chester, USA                    |
| 2014 | 28. Juni      | Brasilien              | Raphael Zumbano Love   | Sieg          | Punktsieg (einstimmig)         | 12     | Oklahoma City, USA              |
| 2014 | 23. August    | Vereinigte Staaten     | Cory Phelps            | Sieg          | TKO                            | 1      | Winston-Salem, USA              |
| 2014 | 1. November   | Vereinigte Staaten     | Richard Carmack        | Sieg          | KO                             | 1      | Lula, USA                       |
| 2015 | 27. März      | Ungarn                 | Zoltan Petranyi        | Sieg          | KO                             | 1      | Panama-Stadt, Panama            |
| 2015 | 5. September  | Vereinigte Staaten     | Michael Marrone        | Sieg          | KO                             | 2      | Hollywood (Florida), USA        |
| 2016 | 21. Mai       | Argentinien            | Emilio Ezequiel Zarate | Sieg          | KO                             | 1      | London, Großbritannien          |

## Sonstiges
Zu Beginn seiner Karriere waren Briggs Markenzeichen blondgefärbte Dreadlocks.
Außerdem hatte er Auftritte in den Kinofilmen „Bad Boys II“ und „Transporter – The Mission“ und arbeitete früher gelegentlich als Fotomodell für Magazine wie „Vogue“ und „GQ“.